# George Carlin
George Denis Patrick Carlin (Nueva York, 12 de mayo de 1937-Santa Mónica, California, 22 de junio de 2008) fue un comediante, actor, autor y crítico social estadounidense. Era conocido por su comedia negra y sus reflexiones sobre política, psicología, religión y varios temas tabúes. Su monólogo de "siete palabras sucias" fue fundamental para que la Corte Suprema de los Estados Unidos decidiera en 1973 sobre la potestad del gobierno frente a material censurable. Considerado como uno de los cómicos más importantes e influyentes de todos los tiempos, un periódico lo calificó de "decano de los comediantes de la contracultura".
El primero de los 14 especiales de comedia stand-up de Carlin para HBO se filmó en 1977. Desde finales de la década de 1980, las rutinas de Carlin se centraron en la crítica sociocultural de la sociedad estadounidense. A menudo comentaba sobre cuestiones políticas contemporáneas en los Estados Unidos y satirizaba los excesos de la cultura estadounidense. Fue un artista frecuente y presentador invitado en The Tonight Show durante tres décadas en la era de Johnny Carson, y fue el presentador del primer episodio de Saturday Night Live en 1975. 
El último especial de HBO de Carlin, It's Bad for Ya, se filmó menos de cuatro meses antes de su muerte por paro cardíaco. En 2008, fue galardonado póstumamente con el premio Mark Twain de Humor Americano. En 2017, la revista Rolling Stone lo posicionó en segundo lugar (detrás de Richard Pryor) en su lista de los 50 mejores cómicos de stand up de todos los tiempos. En 2004, ocupó el segundo lugar en la lista de Comedy Central de "los 10 mejores comediantes estadounidenses".

## Primeros años
George Denis Patrick Carlin nació el 12 de mayo de 1937 en Manhattan, Nueva York, el hijo más joven de la secretaria María Carlin (de soltera Bearey) y Patrick John Carlin, gerente de publicidad de The Sun. Su padre era un inmigrante irlandés del condado de Donegal, y su madre era irlandesa-estadounidense. El abuelo materno de Carlin, Dennis Bearey, era un inmigrante irlandés que trabajaba como oficial de policía de Nueva York. Carlin recordó que el apellido de soltera de su abuela era O'Grady, pero fue cambiado a Grady antes de que ella llegara a los Estados Unidos. Bromeó diciendo que "dejaron caer la O en el océano en el camino". Llamó a su personaje en The George Carlin Show O'Grady como un acto de homenaje a ella. Sus padres se separaron cuando tenía dos meses debido al alcoholismo de su padre. Mary crio a Carlin y a su hermano mayor, Patrick Jr., ella sola.
Carlin dijo que recibió de su madre una apreciación por el uso efectivo del idioma inglés, aunque tenían una relación difícil, y a menudo se escapaba de casa. Creció en la calle 121 Oeste, en un barrio de Manhattan, y dijo que él y sus amigos lo llamaban "White Harlem" ("Harlem blanco") porque "sonaba mucho más difícil que su nombre real" de Morningside Heights. Asistió a la Escuela Corpus Christi, una escuela parroquial católica de la iglesia Corpus Christi, en Morningside Heights. Fue a la escuela secundaria Cardinal Hayes de El Bronx a los 15 años pero, después de tres semestres, Carlin fue expulsado. Asistió brevemente a la Escuela Secundaria Bishop Dubois en Harlem y a la Escuela Secundaria Salesiana en Goshen, Nueva York. Pasó muchos veranos en el Campamento Notre Dame en el lago Spofford en Spofford, Nuevo Hampshire, y ganó varias veces el premio de actuación dramática del campamento. Al final de su vida, solicitó que una parte de sus cenizas se arrojaran en el lago después de su muerte.
Carlin se unió a la Fuerza Aérea de los Estados Unidos y se formó como técnico de radar, en la Base de la Fuerza Aérea Barksdale en Bossier City, Luisiana. También comenzó a trabajar como disc jockey en la estación de radio KJOE, en la cercana ciudad de Shreveport. Etiquetado como "aviador improductivo" por sus superiores, Carlin fue dado de baja del ejército el 29 de julio de 1957. Durante su tiempo en la Fuerza Aérea, había sido sometido a una corte marcial en tres ocasiones, y también recibió muchos castigos y amonestaciones no judiciales.

## Carrera

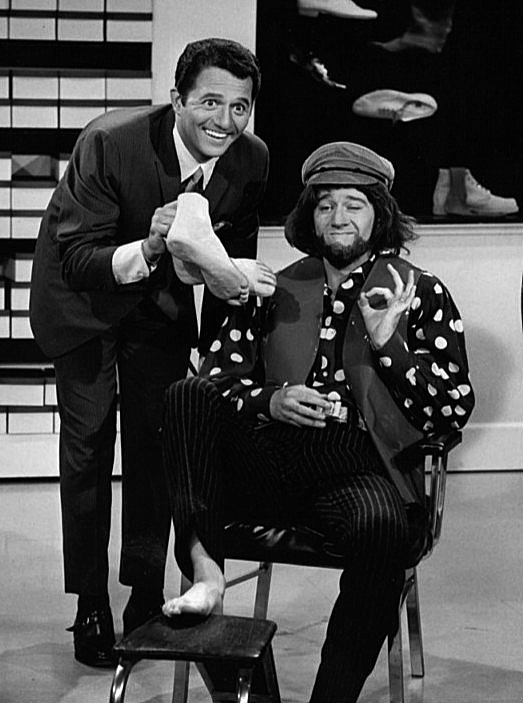
Carlin (derecha) con el cantante Buddy Greco en Away We Go (1967)

En 1959, Carlin conoció a Jack Burns, un compañero DJ en la estación de radio KXOL en Fort Worth, Texas. Formaron un equipo de comedia y después de exitosas presentaciones en la cafetería de Fort Worth llamada The Cellar, Burns y Carlin se dirigieron a California en febrero de 1960.
A las pocas semanas de llegar a California, Burns y Carlin reunieron una cinta de audición y crearon The Wright Brothers, un programa matutino en KDAY en Hollywood. Durante su estancia en KDAY, perfeccionaron su material en los cafés beatnik por la noche. Años más tarde, cuando fue honrado con una estrella en el paseo de la fama de Hollywood, Carlin solicitó que se colocara frente a los estudios KDAY cerca de la esquina de Sunset Boulevard y Vine Street. Burns y Carlin grabaron su único álbum, Burns and Carlin en el Playboy Club Tonight, en mayo de 1960 en el Cosmo Alley de Hollywood. Después de dos años juntos como equipo, se separaron para seguir carreras individuales, pero siguieron siendo "los mejores amigos".
En la década de 1960, Carlin comenzó a aparecer en programas de variedades de televisión, donde interpretó a varios personajes:
- El sargento indio - "Habrá un baile de lluvia esta noche... si el clima lo permite".
- Estúpidos disc jockeys ("Maravillosa radio WINO"); - "El último disco de los Beatles, cuando se toca hacia atrás a baja velocidad, dice: '¡Tonto! ¡Lo estás tocando al revés a baja velocidad!'"
- Al Sleet, el hombre del tiempo hippie-dippie - "El pronóstico de esta noche: Oscuro. Continuó mayormente oscuro esta noche, cambiando a una luz muy dispersa hacia la mañana".

Las variaciones de estas rutinas aparecen en el álbum debut de Carlin de 1967, Take-Offs and Put-Ons, que fue grabado en vivo en 1966 en The Roostertail en Detroit, Míchigan, y publicado por RCA Victor en 1967.

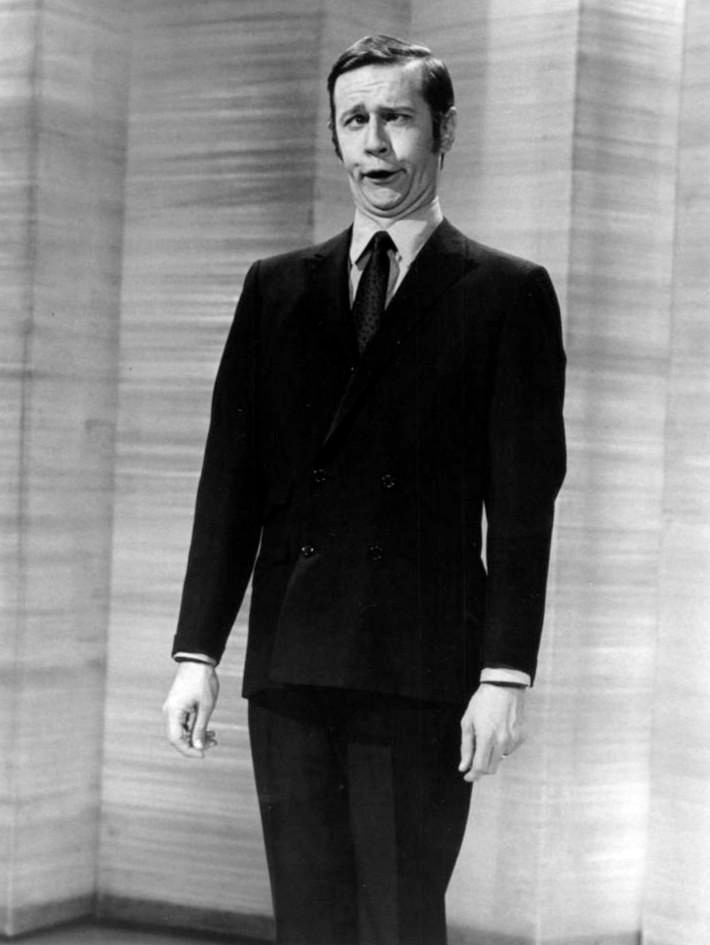
George Carlin en 1969

Durante este período, Carlin se convirtió en un invitado frecuente y presentador invitado en The Tonight Show, inicialmente con Jack Paar como presentador y luego con Johnny Carson. Carlin se convirtió en uno de los sustitutos más frecuentes de Carson durante el reinado de tres décadas del presentador. Carlin también participó en Away We Go, un programa de comedia de 1967 que se emitió en la CBS. Su material durante sus primeros años de carrera y su apariencia, que consistía en trajes y cabello corto, han sido vistos como "convencionales", particularmente cuando se compara con su posterior material antisistema.
Carlin estuvo presente en el arresto de Lenny Bruce por obscenidad. Cuando la policía comenzó a intentar detener a miembros de la audiencia para interrogarlos, le pidieron a Carlin su identificación. Al decirle a la policía que no creía en las identificaciones emitidas por el gobierno, fue arrestado y llevado a la cárcel con Bruce en el mismo vehículo.
A fines de la década de 1960, Carlin ganaba alrededor de $250.000 anuales. Como refugio fiscal compró un jet privado - un Aero Commander bimotor 1121 Jet Commander. Carlin contrató pilotos para llevarlo a varias fechas de su gira.

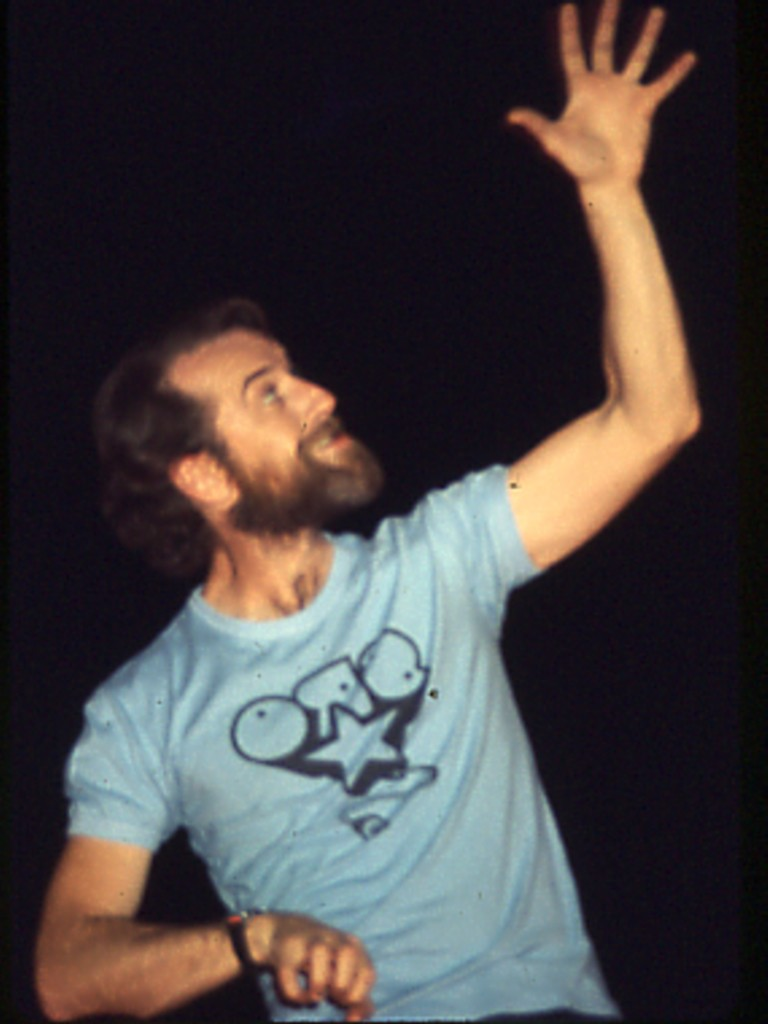
George Carlin en una presentación en Harrisburg, Pensilvania

Finalmente, Carlin cambió sus rutinas y su apariencia, se dejó el pelo largo, lucía una barba y generalmente se vestía con camisetas y jeans azules. Contrató a dos gerentes de talento, Jeff Wald y Ron De Blasio, para ayudarlo a cambiar su imagen, haciéndolo ver más moderno para un público más joven. Wald puso a Carlin en clubes mucho más pequeños como The Troubadour en West Hollywood y The Bitter End en la ciudad de Nueva York. Wald dice que los ingresos de Carlin se redujeron así en un 90%, pero su arco de carrera posterior mejoró considerablemente. En 1970, el productor discográfico Monte Kay formó la subsidiaria Little David Records de Atlantic Records, con el comediante Flip Wilson como copropietario.
Kay y Wilson firmaron a Carlin lejos de RCA Records, y grabaron una actuación de Carlin en The Cellar Door de Washington D. C. en mayo de 1971, que se lanzó bajo el nombre de FM & AM en enero de 1972. De Blasio estaba ocupado manejando la carrera acelerada de Freddie Prinze, y estaba a punto de firmar a Richard Pryor, por lo que liberó a Carlin al gerente general de Little David, Jack Lewis, quien, como Carlin, era algo salvaje y rebelde. Carlin perdió algunas reservas de televisión vistiéndose de manera extraña para un comediante de la época, vistiendo jeans desteñidos y luciendo cabello largo, barba y aretes en un momento en que los comediantes bien vestidos eran la norma. Usando su propia personalidad como trampolín para su nueva comedia, fue presentado por Ed Sullivan en una actuación de "The Hair Piece" y rápidamente recuperó su popularidad cuando el público se dio cuenta de su sentido del estilo.
A partir de 1972, el cantante y compositor Kenny Rankin fue el compañero de sello de Carlin en Little David Records, y Rankin sirvió muchas veces como invitado musical o telonero de Carlin a principios de la década de 1970. Los dos volaron juntos en el jet privado de Carlin; Carlin dice que Rankin recayó en el uso de cocaína mientras estaba de gira, ya que Carlin tenía mucha de la droga disponible.
El álbum FM & AM demostró ser muy popular. Marcó el cambio de Carlin de la comedia convencional a la contracultura. El lado "AM" era una extensión del estilo anterior de Carlin, con rutinas estrafalarias pero relativamente limpias que parodiaban aspectos de la vida estadounidense. El lado "FM" introdujo el nuevo estilo de Carlin, con referencias a la marihuana y las píldoras anticonceptivas, y un examen juguetón de la palabra "mierda". De esta manera, Carlin renovó un estilo de comedia radical de comentarios sociales del que Lenny Bruce había sido pionero a fines de la década de 1950.
En este período, Carlin perfeccionó su conocida rutina "Siete palabras que no puedes decir en televisión", grabada en Class Clown. El 21 de julio de 1972, Carlin fue arrestado después de realizar esta rutina en el Summerfest de Milwaukee y acusado de violar las leyes de obscenidad. El caso, que llevó a Carlin a referirse a las palabras por un tiempo como "Las Siete de Milwaukee", fue desestimado en diciembre de ese año; el juez declaró que el lenguaje era indecente, pero Carlin tenía la libertad de utilizarlo siempre que no causara disturbios. 

En 1973, un hombre se quejó ante la Comisión Federal de Comunicaciones (FCC) después de escuchar con su hijo una rutina similar, "Filthy Words", de Occupation: Foole, transmitida una tarde por WBAI, una estación de radio FM de la Fundación Pacific en la ciudad de Nueva York. Pacific recibió una citación de la FCC por violar las regulaciones que prohibían la transmisión de material "obsceno". La Corte Suprema de los Estados Unidos confirmó la acción de la FCC con un voto de 5 a 4, dictaminando que la rutina era "indecente pero no obscena" y que la FCC tenía autoridad para prohibir tales transmisiones durante las horas en que los niños probablemente estarían entre la audiencia (FCC v. Fundación Pacific, 438 US 726, 1978; los documentos de la corte contienen una transcripción completa de la rutina).
 La controversia aumentó la fama de Carlin. Finalmente amplió el tema de las palabras sucias con un final aparentemente interminable para una actuación (terminando con su voz desvaneciéndose en una versión de HBO, y acompañando los créditos en el especial Carlin at Carnegie para la temporada 1982–83) y un conjunto de 49 páginas web organizadas por tema y abrazando su "Lista incompleta de palabras indecentes".
En el escenario, durante una interpretación de su rutina "Dirty Words", Carlin se enteró de que su anterior álbum de comedia FM & AM había ganado el Grammy. A mitad de la presentación del álbum Occupation: Foole, se le puede escuchar agradeciendo a alguien por entregarle un trozo de papel. Luego exclamó "¡Mierda!" y con orgullo anunció su victoria a la audiencia.
Carlin fue el anfitrión del primer programa de Saturday Night Live, de la NBC, el 11 de octubre de 1975, el único episodio hasta la fecha en el que el presentador no apareció (a petición suya) en sketches. La siguiente temporada, 1976–77, apareció regularmente en la serie de variedades de CBS Tony Orlando and Dawn.
Carlin inesperadamente dejó de actuar regularmente en 1976, cuando su carrera parecía estar en su apogeo. Durante los siguientes cinco años, rara vez realizaba stand-up, aunque fue en este momento cuando comenzó a hacer especiales para HBO como parte de su serie On Location; realizando un total de 14 especiales, incluyendo It's Bad For Ya!, de 2008. Más tarde reveló que había sufrido el primero de tres ataques cardíacos durante este período de descanso.  Sus dos primeros especiales de HBO se emitieron en 1977 y 1978, respectivamente.

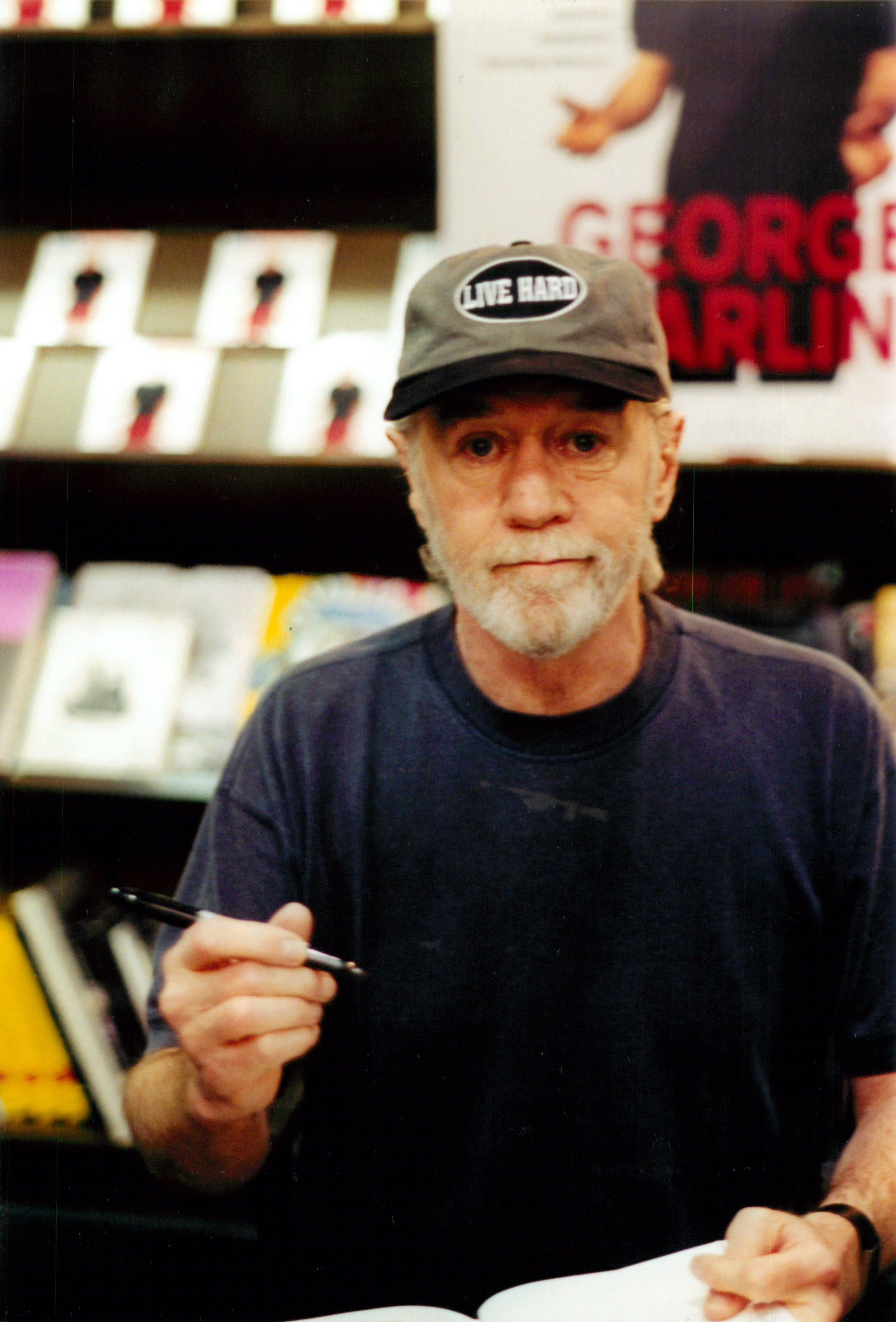
George Carlin en una firma de libros para Brain Droppings en Barnes & Noble, Nueva York

En 1981, Carlin regresó al escenario, lanzó A Place for My Stuff y regresó a HBO y la ciudad de Nueva York con el especial de televisión Carlin at Carnegie, grabado en video en el Carnegie Hall y transmitido durante la temporada 1982-83. Carlin continuó haciendo especiales de HBO cada año o dos durante la siguiente década y media. Todos los álbumes de Carlin a partir de ese momento serían especiales de HBO.   
Fue presentador de Saturday Night Live por segunda vez el 10 de noviembre de 1984, esta vez apareciendo en varios sketches.
Carlin comenzó a alcanzar prominencia como actor de cine con un importante papel secundario en la comedia de 1987 Outrageous Fortune, protagonizada por Bette Midler y Shelley Long; fue su primer papel importante en la pantalla después de un puñado de papeles de invitado en series de televisión. En el papel del vagabundo Frank Madras se burló del persistente efecto de la contracultura de los años 60. En 1989, ganó popularidad con una nueva generación de adolescentes cuando fue elegido como Rufus, el mentor viajero en el tiempo de los personajes principales de Bill & Ted's Excellent Adventure (1989), y luego repitió su papel en la secuela de la película, Bill & Ted's Bogus Journey (1991). Además, participó en la primera temporada de la serie animada Las Excelentes Aventuras de Bill y Ted, basada en las películas.  
También interpretó el papel de "Mr. Conductor" en el programa de PBS Shining Time Station y narró las secuencias de la versión estadounidense de la serie de televisión británica Thomas & Friends, de 1991 a 1995, en reemplazo de Ringo Starr. Según Britt Allcroft, quien desarrolló ambos programas, el primer día de la tarea, Carlin estaba nervioso por grabar su narración sin audiencia, por lo que los productores pusieron un osito de peluche en la cabina.
También en 1991, Carlin tuvo un papel secundario importante en la película El príncipe de las mareas, protagonizada por Nick Nolte y Barbra Streisand, donde retrata al vecino gay de la hermana suicida del personaje principal.
En 1993, Carlin comenzó una comedia semanal en Fox, The George Carlin Show, interpretando al conductor de taxi de la ciudad de Nueva York George O'Grady. El programa, creado y escrito por el cocreador de Los Simpson, Sam Simon, tuvo 27 episodios hasta diciembre de 1995. En su último libro, Last Words, publicado póstumamente, Carlin dijo sobre The George Carlin Show: "Lo pasé muy bien. Nunca me reí tanto, tan a menudo, tan fuerte como lo hice con los miembros del reparto Alex Rocco, Chris Rich y Tony Starke. Había un sentido del humor muy extraño y muy bueno en ese escenario ... [pero] estaba increíblemente feliz cuando se canceló el programa. Estaba frustrado porque me había alejado de mi verdadero trabajo".
Más tarde, Carlin explicó que había otras razones más pragmáticas para abandonar su carrera como actor en favor del standup. En una entrevista para la revista Esquire en 2001, dijo: "Debido a mi abuso de drogas, descuidé mis asuntos comerciales y tuve grandes atrasos con el IRS, y eso me llevó de 18 a 20 años para desenterrarme. Lo hice honorablemente y no los envidio. No odio pagar impuestos, y no estoy enojado con nadie, porque fui cómplice de ello. Pero te diré lo que hizo por mí: me hizo mucho mejor comediante. Debido a que tenía que permanecer en el camino y no podía seguir esa carrera cinematográfica, que no habría ido a ninguna parte, y me convertí en un muy buen cómico y un muy buen escritor".
Carlin fue honrado en el Aspen Comedy Festival de 1997 con una retrospectiva, George Carlin: 40 años de comedia, organizada por Jon Stewart. Su primer libro de tapa dura, Brain Droppings (1997), vendió casi 900,000 copias y pasó 40 semanas en la lista de los más vendidos del New York Times.
En 2001, Carlin recibió el premio Lifetime Achievement Award en la 15.ª entrega anual de los American Comedy Awards. En diciembre de 2003, el representante Doug Ose (R-California) presentó un proyecto de ley (HR 3687) para prohibir la transmisión de las "Siete palabras sucias" de Carlin, incluyendo "uso compuesto (incluyendo compuestos con guiones) de tales palabras y frases entre sí o con otras palabras o frases, y otras formas gramaticales de tales palabras y frases (incluyendo verbo, adjetivo, gerundio, participio e infinitivo)". El proyecto de ley omitía "tetas", pero incluía "imbécil", que no era una de las siete palabras originales de Carlin. El proyecto de ley fue remitido al Subcomité Judicial de la Cámara sobre la Constitución en enero de 2004, donde fue presentado.  
Carlin actuó regularmente como cabeza de cartel en Las Vegas, pero en 2004 su carrera en el MGM Grand Las Vegas acabó después de un altercado con su audiencia. Después de un set mal recibido, lleno de oscuras referencias a atentados suicidas y decapitaciones, Carlin se quejó de que no podía esperar para salir de "este maldito hotel" y Las Vegas; quería volver al este, dijo, "donde están las personas reales". Él continuó:

La gente que va a Las Vegas tiene que cuestionar su intelecto para empezar. Viajar cientos y miles de millas para dar esencialmente su dinero a una gran corporación es un poco estúpido. Eso es lo que siempre consigo aquí, es este tipo de jodidas personas con intelectos muy limitados.
George Carlin

Cuando un miembro de la audiencia gritó "¡Deja de degradarnos!" Carlin respondió "Muchas gracias, sea lo que sea eso. Espero que haya sido positivo. Si no, bueno, hazme volar". Fue despedido inmediatamente, y poco después su representante anunció que comenzaría un tratamiento para la adicción al alcohol y a un analgésico recetado por su propia iniciativa.
Después de su 13.º especial de HBO, el 5 de noviembre de 2005, titulado Life Is Worth Losing, transmitido en vivo desde el Beacon Theatre de la ciudad de Nueva York - durante el cual mencionó: "Llevo 341 días sobrio"-, Carlin hizo una gira con su nuevo material durante la primera mitad de 2006. Los temas incluyeron el suicidio, desastres naturales, canibalismo, genocidio, sacrificio humano, amenazas a las libertades civiles en los Estados Unidos y el caso de su teoría de que los humanos son inferiores a otros animales. En la primera parada de la gira en el Casino Tachi Palace en Lemoore, California, en febrero de ese año, Carlin mencionó que la aparición era su "primer espectáculo" después de una hospitalización de seis semanas por insuficiencia cardíaca y neumonía.  
Carlin puso voz a Fillmore, un personaje en la película animada de Disney/Pixar Cars, de 2006. Su personaje es un Volkswagen Transporter hippie anti-establecimiento con un trabajo de pintura psicodélica y una placa que lee "51237" - el cumpleaños de Carlin. En 2007, Carlin doblo al mago en Happily N'Ever After, su última película. 
El último especial de stand-up de Carlin para HBO, It's Bad for Ya, se transmitió en vivo el 1 de marzo de 2008 desde el Centro de Artes Wells Fargo en Santa Rosa, California. Los temas incluyeron "basura americana", derechos, muerte, vejez y crianza de niños. Repitió el tema a su audiencia varias veces durante el espectáculo: "Todo eso es una mierda, y es malo para ti".
Cuando se le preguntó en Inside the Actors Studio qué lo excitaba, respondió: "Leer sobre el lenguaje". Cuando se le preguntó qué lo enorgullecía más de su carrera, dijo que el número de sus libros que se habían vendido, cerca de un millón de copias.

## Vida personal
Carlin conoció a Brenda Hosbrook en agosto de 1960 mientras estaba de gira con Jack Burns en Dayton, Ohio. Se casaron en la casa de sus padres en Dayton el 3 de junio de 1961. El único hijo de la pareja, Kelly, nació el 15 de junio de 1963. En 1971, renovaron sus votos matrimoniales en Las Vegas. Hosbrook murió de cáncer de hígado el 11 de mayo de 1997, un día antes del 60⁰ cumpleaños de Carlin. 
En noviembre de 1997, Carlin conoció a Sally Wade, una escritora de comedia con sede en Hollywood; Carlin lo describió como "amor a primera vista", pero dudaba en actuar según sus sentimientos tan pronto después de la muerte de su esposa. Finalmente se casaron el 24 de junio de 1998, en una ceremonia privada, no registrada. El matrimonio duró hasta la muerte de Carlin en 2008, dos días antes de su décimo aniversario.
En una entrevista de 2008, Carlin declaró que usar cannabis, LSD y mescalina lo había ayudado en su vida personal.
Aunque nació en una familia católica, Carlin rechazó la religión, criticándola frecuentemente en varias de sus rutinas de comedia.

## Fallecimiento
Carlin tenía antecedentes de problemas cardiovasculares que abarcaban tres décadas. Estos incluyeron tres ataques cardíacos (en 1978, 1982 y 1991), una arritmia que requirió un procedimiento de ablación en 2003 y un episodio significativo de insuficiencia cardíaca a fines de 2005. Se sometió dos veces a angioplastia. A fines de 2004, ingresó a un centro de rehabilitación de drogas para el tratamiento de adicciones al alcohol y Vicodin.
Carlin murió el 22 de junio de 2008 en el centro de salud Saint John en Santa Mónica, California, de una insuficiencia cardíaca a los 71 años. Su muerte ocurrió una semana después de su última actuación en The Orleans Hotel and Casino en Las Vegas. De acuerdo con sus deseos, su cuerpo fue incinerado, y las cenizas fueron esparcidas frente a varios clubes nocturnos en los que solía actuar en la ciudad de Nueva York y sobre el lago Spofford, en Chesterfield, Nuevo Hampshire, donde asistió a un campamento de verano cuando era adolescente.

## Tributos
Tras su muerte, HBO transmitió 11 de sus 14 especiales de HBO del 25 al 28 de junio de 2008, incluido un bloque de maratón de 12 horas en su canal HBO Comedy. La NBC programó una repetición del primer episodio de Saturday Night Live, que había sido presentado por Carlin. Los canales "Raw Dog Comedy" de Sirius Satellite Radio y "XM Comedy" de XM Satellite Radio corrieron un maratón conmemorativo de las grabaciones de George Carlin al día siguiente de su muerte. 
Larry King dedicó todo su espectáculo del 23 de junio de 2008 a un homenaje a Carlin, presentando entrevistas con Jerry Seinfeld, Bill Maher, Roseanne Barr y Lewis Black, así como con la hija de Carlin, Kelly, y su hermano, Patrick Jr. El 24 de junio, The New York Times imprimió un artículo de opinión sobre Carlin escrito por Jerry Seinfeld. El dibujante Garry Trudeau le rindió homenaje en su tira cómica Doonesbury el 27 de julio siguiente.
Cuatro días antes de la muerte de Carlin, el Centro John F. Kennedy para las Artes Escénicas lo premió en 2008 con el Premio Mark Twain al humor estadounidense. Éste se convirtió en su primer premio póstumo, entregado el 10 de noviembre de ese año en Washington D. C. en una ceremonia que incluyó a los comediantes Jon Stewart, Bill Maher, Lily Tomlin (exganadora del mismo premio), Lewis Black, Denis Leary, Joan Rivers y Margaret Cho. Louis C.K. dedicó su especial de stand Chewed Up a Carlin, y Lewis Black le dedicó la segunda temporada de Root of All Evil. 
Durante varios años, Carlin había estado compilando y escribiendo su autobiografía, para ser lanzada junto con un espectáculo de Broadway de un solo hombre titulado tentativamente New York City Boy. Después de la muerte de Carlin, Tony Hendra, su colaborador en ambos proyectos, editó la autobiografía para su publicación con el título de Last Words. El libro, que relata la mayor parte de la vida y los planes futuros de Carlin, incluida la exposición individual, se publicó en 2009. La edición de audio es narrada por el hermano de Carlin, Patrick Jr.
Las Cartas de George Carlin: El cortejo permanente de Sally Wade, de la viuda de Carlin, es una colección de escritos y obras de arte inéditos de Carlin entretejidos con la crónica de sus 10 años juntos, publicada en marzo de 2011. El subtítulo es una frase en una nota escrita a mano que Wade encontró junto a su computadora al regresar a casa del hospital después de la muerte de su esposo. En 2008, la hija de Carlin, Kelly, anunció planes para publicar una "historia oral", una colección de historias de amigos y familiares de Carlin. Más tarde indicó que el proyecto había sido archivado a favor de la finalización de su propio proyecto, un espectáculo autobiográfico de una mujer, A Carlin Home Companion: Growing Up with George.
El 22 de octubre de 2014, una parte de la calle 121 Oeste, en el área de Morningside Heights de Manhattan, donde Carlin pasó su infancia, pasó a llamarse "George Carlin Way".
El guionista de Moneyball Stan Chervin anunció en octubre de 2018 que una película biográfica de Carlin estaba en proceso.

## Influencias

### Influencias de Carlin
Las influencias de Carlin incluyen a Danny Kaye, Jonathan Winters,  Lenny Bruce, Richard Pryor, Jerry Lewis, los hermanos Marx, Mort Sahl, Spike Jones, Ernie Kovacs y los hermanos Ritz.

### Comediantes influenciados por Carlin
Los comediantes que han mencionado a Carlin como influencia incluyen a Dave Attell, Bill Burr, Chris Rock, Jerry Seinfeld, Louis C.K., Lewis Black, Jon Stewart, Stephen Colbert, Bill Maher, Patrice O'Neal, Adam Carolla, Colin Quinn, Steven Wright, Mitch Hedberg, Russell Peters, Bo Burnham, Jay Leno, Ben Stiller, Kevin Smith, Chris Rush, Rob McElhenney y Jim Jefferies.

## Trabajos

### Discografía
Especiales de comedia
- 1963: Burns and Carlin at the Playboy Club Tonight
- 1967: Take-Offs and Put-Ons
- 1972: FM & AM
- 1972: Class Clown
- 1973: Occupation: Foole
- 1974: Toledo Window Box
- 1975: An Evening with Wally Londo Featuring Bill Slaszo
- 1977: On the Road
- 1981: A Place for My Stuff
- 1984: Carlin on Campus
- 1986: Playin' with Your Head
- 1988: What Am I Doing in New Jersey?
- 1990: Parental Advisory: Explicit Lyrics
- 1992: Jammin' in New York
- 1996: Back in Town
- 1999: You Are All Diseased
- 2001: Complaints and Grievances
- 2006: Life Is Worth Losing
- 2008: It's Bad for Ya
- 2016: I Kinda Like It When a Lotta People Die[100]

Compilaciones
- 1978: Indecent Exposure: Some of the Best of George Carlin
- 1984: The George Carlin Collection
- 1992: Classic Gold
- 1999: The Little David Years

### Filmografía
Cine y televisión
| Año  | Título                           | Papel                  | Notas                                    |
| ---- | -------------------------------- | ---------------------- | ---------------------------------------- |
| 1968 | With Six You Get Eggroll         | Herbie Fleck           |                                          |
| 1976 | Car Wash                         | Conductor de taxi      |                                          |
| 1979 | Americathon                      | Narrador               |                                          |
| 1987 | Outrageous Fortune               | Frank Madras           |                                          |
| 1989 | Bill & Ted's Excellent Adventure | Rufus                  |                                          |
| 1991 | Bill & Ted's Bogus Journey       | Rufus                  |                                          |
| 1991 | El príncipe de las mareas        | Eddie Detreville       |                                          |
| 1999 | Dogma                            | Cardenal Ignacio Glick |                                          |
| 2001 | Jay and Silent Bob Strike Back   | Autoestopista          |                                          |
| 2003 | Scary Movie 3                    | Arquitecto             |                                          |
| 2004 | Jersey Girl                      | Bart Trinké            |                                          |
| 2005 | Los aristócratas                 | Él mismo               |                                          |
| 2005 | Tarzán II                        | Zugor                  | Voz                                      |
| 2006 | Cars                             | Fillmore               | Voz                                      |
| 2007 | Happily N'Ever After             | Mago                   | Voz                                      |
| 2020 | Bill & Ted Face the Music        | Rufus                  | Lanzamiento póstumo, material de archivo |

### Televisión
- The Tonight Show (1 episodio) (1962)
- The Merv Griffin Show  (1965)
- The Jimmy Dean Show (temporada 3, dos episodios) (1966)
- The Kraft Summer Music Hall (1966)
- That Girl (aparición como invitado) (1966)
- The Ed Sullivan Show (apariciones múltiples)
- The Smothers Brothers Comedy Hour (aparición en la temporada 3) (1968)
- What's My Line? (aparición como invitado) (1969)
- The Game Game (aparición como invitado) (1969)
- The Flip Wilson Show (escritor, intérprete) (1971–1973)
- The Mike Douglas Show (invitado) (18 de febrero de 1972)
- Welcome Back, Kotter (aparición como invitado) (1978)
- Saturday Night Live (anfitrión, episodios 1 y 183) (1975 y 1984)
- Nick at Nite (ID de estación) (1987)
- Justin Case (como Justin Case) (1988); película para televisión dirigida por Blake Edwards
- Working Tra$h (película para televisión, como Ralph Sawatzky) (1990)
- Thomas y sus amigos (como narrador de la versión estadounidense: temporadas 3–4 / temporadas 1–2, regrabación) (1991–1996)
- Shining Time Station (como Sr. Conductor / Narrador para los segmentos de Thomas the Tank Engine) (1991–1993; "Especiales familiares" en 1995)
- Streets of Laredo (3 episodios, como Billy Williams) (1995)
- Mr. Conductor's Thomas Tales (como Sr. Conductor / Narrador para los segmentos de Thomas the Tank Engine) (1996)
- Storytime with Thomas (como Sr. Conductor / Narrador para los segmentos de Thomas the Tank Engine) (1999)
- The George Carlin Show (como George O'Grady) (1994–1995); Fox
- Los Simpson (como Munchie, episodio "D'oh-in' in the Wind") (1998)
- The Daily Show (invitado el 1 de febrero de 1999; 16 de diciembre de 1999 y 10 de marzo de 2004)
- MADtv (aparición como invitado en los episodios 518 y 524) (2000)
- Inside the Actors Studio (2004)
- Cars Toons: Mater's Tall Tales (como Fillmore) (tomas de archivo) (2008)

### Videojuegos
- Cars (2006) (como Fillmore )

### Especiales de HBO
| Especial                          | Año  | Notas |
| --------------------------------- | ---- | --- |
| On Location: George Carlin at USC | 1977 | |
| George Carlin: Again!             | 1978 | |
| Carlin at Carnegie                | 1982 | |
| Carlin on Campus                  | 1984 | |
| Playin' with Your Head            | 1986 | |
| What Am I Doing in New Jersey?    | 1988 | |
| Doin' It Again                    | 1990 | |
| Jammin' in New York               | 1992 | |
| Back in Town                      | 1996 | |
| George Carlin: 40 Years of Comedy | 1997 | |
| You Are All Diseased              | 1999 | |
| Complaints and Grievances         | 2001 | |
| Life Is Worth Losing              | 2005 | |
| All My Stuff                      | 2007 | Un conjunto de los primeros 12 especiales de stand up de Carlin (Excluyendo a George Carlin: 40 Years of Comedy). |
| It's Bad for Ya                   | 2008 | |
| Commemorative Collection          | 2018 | |

### Trabajos escritos
| Libro                                    | Año  | Notas                                         |
| ---------------------------------------- | ---- | --------------------------------------------- |
| Sometimes a Little Brain Damage Can Help | 1984 | ISBN 0-89471-271-3                            |
| Brain Droppings                          | 1997 | [ 103 ]                                       |
| Napalm and Silly Putty                   | 2001 | [ 104 ]                                       |
| When Will Jesus Bring the Pork Chops?    | 2004 | [ 105 ]                                       |
| Three Times Carlin: An Orgy of George    | 2006 | Una colección de los tres títulos anteriores. |
| Last Words                               | 2009 | Lanzamiento póstumo.                          |

### Audiolibros
- Brain Droppings
- Napalm and Silly Putty
- More Napalm and Silly Putty
- George Carlin Reads to You (compilación de Brain Droppings, Napalm and Silly Putty y More Napalm and Silly Putty)
- When Will Jesus Bring the Pork Chops?

## Bulos de internet
Muchos escritos encontrados en Internet han sido falsamente atribuidos a Carlin, incluidas varias listas de bromas, diatribas y otras piezas. El sitio web Snopes, un recurso en línea que pretende desacreditar leyendas y mitos urbanos, ha abordado estos engaños. Muchos de ellos contienen material que va en contra de los puntos de vista de Carlin; algunos son especialmente volátiles hacia grupos raciales, gáis, mujeres, personas sin hogar y otros objetivos. Carlin estaba al tanto de estos correos electrónicos falsos y los desacreditó en su propio sitio web, diciendo: "Aquí hay una regla general, amigos: nada de lo que ven en Internet es mío a menos que provenga de uno de mis álbumes, libros, especiales de HBO o apareció en mi sitio web"; y también agregó: "Me molesta que algunas personas puedan creer que sería capaz de escribir algunas de estas cosas". El músico paródico "Weird Al" Yankovic hizo referencia a estos engaños en una línea de su canción "Stop Forwarding That Crap to Me", al decir: "Y, por cierto, esas citas de George Carlin no son realmente de George Carlin".